# Gene Wilder
Gene Wilder, pierwotnie Jerome Silberman (ur. 11 czerwca 1933 w Milwaukee, zm. 29 sierpnia 2016 w Stamford) – amerykański aktor komediowy, a także scenarzysta i reżyser. Zdobywca Emmy w 2003. Był nominowany do Oscara za drugoplanową rolę w filmie Producenci (1968).
Znany ze współpracy z reżyserem, scenarzystą i producentem filmowym Melem Brooksem. Często występował wspólnie z afroamerykańskim aktorem komediowym, Richardem Pryorem.

## Życiorys
Był synem żydowskich imigrantów pochodzących z Rosji. Studiował aktorstwo na Uniwersytecie Iowa, który ukończył w 1955 roku. Naukę kontynuował w Bristol Old Vic Theatre School w Wielkiej Brytanii, w latach 1956–1958. Po powrocie do USA podjął pracę w teatrze, jednakże nie jako aktor, a jako kierowca samochodu i nauczyciel fechtunku.

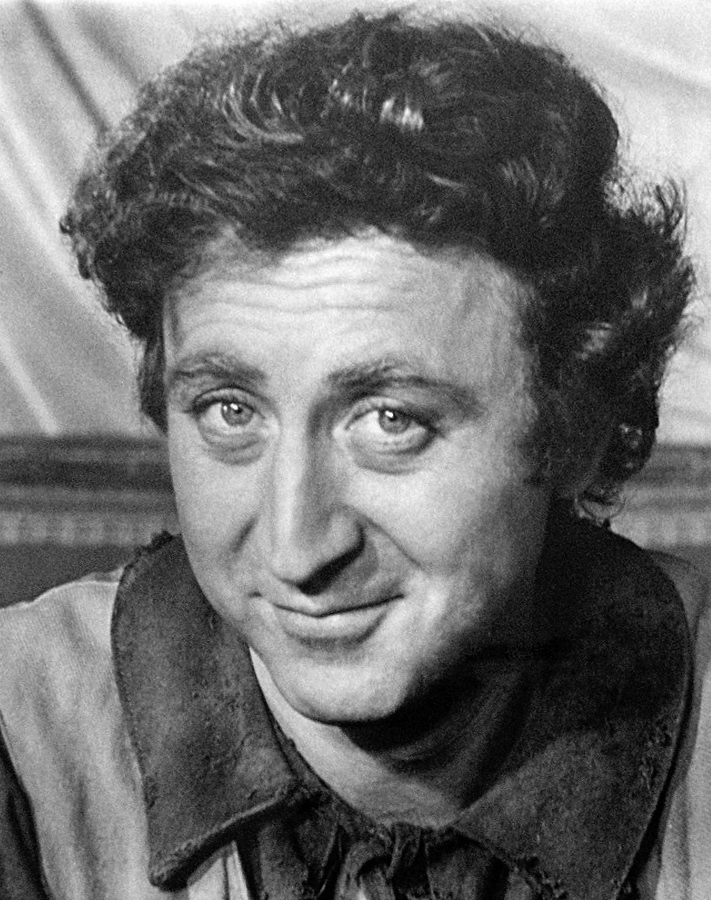
Wilder (1970)

Mając 26 lat zmienił swoje nazwisko na Gene Wilder, ponieważ jego własne – Jerry Silberman – nie brzmiało, jego zdaniem, zbyt dobrze. Imię „Gene” zaczerpnął od Eugene’a Ganta, bohatera książek autorstwa Thomasa Wolfe’a. Natomiast nazwisko „Wilder” od Thortona Wildera, zaznaczył przy tym, że było to najpiękniejsze nazwisko, jakie kiedykolwiek słyszał.
Karierę aktorską zaczynał na mniejszych scenach Broadwayu, zanim zadebiutował na głównej jego scenie. Najlepszy dla niego w tamtym okresie był 1961 rok, gdy za role w przedstawieniach The Complaisant Lover i Roots otrzymał nagrodę Clarence Derwent. Pierwsza rola filmowa to epizod w Mother Courage and Her Children w 1964 roku u boku Anne Bancroft; odtąd jego kariera nabrała znacznego przyspieszenia, za sprawą Mela Brooksa, który polubił Wildera i chętnie obsadzał go w filmach.
Pierwsza duża rola Wildera to zakładnik w filmie Bonnie i Clyde (1967). Dwie najgłośniejsze to tytułowa rola w Willy Wonka i fabryka czekolady (1971) i Leo Bloom w Producenci (1968).

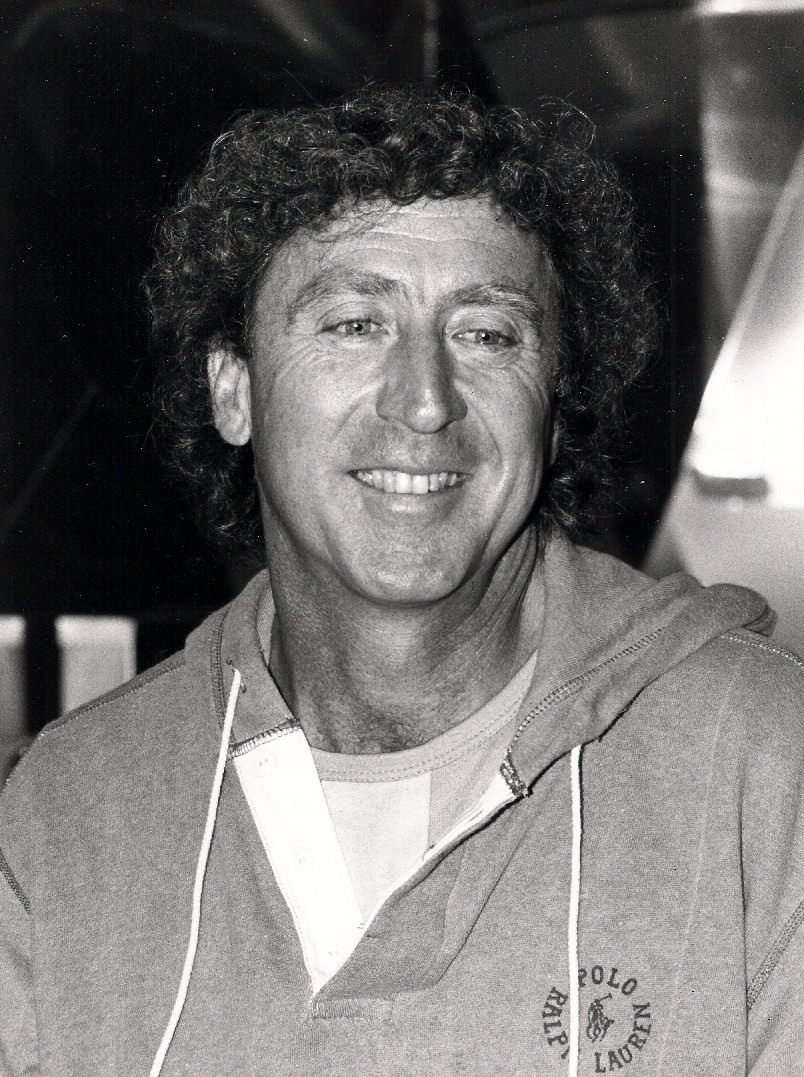
Wilder (1984)

W latach 70. i 80. XX w. występował w wielu filmach wraz z Richardem Pryorem, tworząc z nim jedną z najbardziej charakterystycznych par postaci z różnych ras w komediach tego okresu. Ich relacja nie była jednak tak sympatyczna, jak sądzili widzowie, i jak wynikałoby z filmów. W swojej autobiografii Wilder napisał wiele gorzkich słów o Pryorze.
W 1979 zagrał, już bez Pryora, w komedii Frisco Kid u boku Harrisona Forda.

## Życie prywatne
Ożenił się z aktorką Gildą Radner w 1984 roku, a owdowiał w 1989 roku, gdy Radner zmarła na raka jajnika. Odtąd Wilder zaczął aktywnie wspomagać profilaktykę chorób nowotworowych. Sam zresztą był hospitalizowany w związku z odmianą białaczki w 1999 roku, leczenie zakończono pomyślnie w 2000 roku.
W 1991 roku ożenił się powtórnie, tym razem z wykładowczynią patologii, Karen Boyer.
1 marca 2005 wydał swój bardzo osobisty pamiętnik-autobiografię Kiss Me Like a Stranger, opisując w nim okres od urodzenia aż po śmierć pierwszej żony.
Zmarł 29 sierpnia 2016 roku w wieku 83 lat na skutek komplikacji związanych z chorobą Alzheimera, zdiagnozowaną trzy lata wcześniej. O śmierci aktora poinformowała jego rodzina za pośrednictwem agencji Associated Press.

## Filmografia
- 1967: Bonnie i Clyde jako Eugene Grizzard
- 1968: Producenci jako Leo Bloom
- 1970: Zacznijcie rewolucję beze mnie jako Claude/Philippe
- 1971: Willy Wonka i fabryka czekolady jako Willy Wonka
- 1972: Wszystko, co chcielibyście wiedzieć o seksie, ale baliście się zapytać jako dr Doug Ross
- 1974: Nosorożec jako Stanley
- 1974: Mały Książę jako lis
- 1974: Płonące siodła jako Jim „Wasco Kid”
- 1974: Młody Frankenstein jako dr Frederick Frankenstein
- 1975: Przygody najsprytniejszego z braci Holmesów jako Sigerson Holmes (także reżyseria)
- 1976: Express Srebrna Strzała jako George Caldwell
- 1977: Największy kochanek świata jako Rudy Valentine (także reżyseria)
- 1979: Frisco Kid jako Avram Belinsky
- 1980: Czyste szaleństwo jako Skip Donahue
- 1980: Niedzielni kochankowie jako Skippy (także reżyseria, wspólnie z Dino Risim, Bryanem Forbesem i Édouardem Molinaro)
- 1982: Hokus Pokus czyli ważna sprawa (tytuł alt.: Hanky Panky, czyli ważna sprawa) jako Michael Jordan
- 1984: Kobieta w czerwieni jako Theodore Pierce (także reżyseria)
- 1986: Miłość wilkołaka jako Larry Abbot (także reżyseria)
- 1989: Nic nie widziałem, nic nie słyszałem jako Dave Lyons
- 1990: Miłość to nie żart jako Duffy Bergman
- 1991: Sobowtór jako George/Abe Fielding
- 1999: Alicja w Krainie Czarów jako niby-żółw
- 1999: Morderstwo w małym miasteczku jako Larry „Cash” Carter
- 1999: Drugie morderstwo w miasteczku jako Larry „Cash” Carter
- 1998–2006: Will & Grace (serial TV) jako pan Stein (za gościnny występ w tym serialu Wilder otrzymał nagrodę Emmy)

## Występy teatralne
- 1962: The Complaisant Lover (Broadway)
- 1963: Mother Courage and Her Children (Broadway)
- 1963: One Flew Over the Cuckoo’s Nest (Broadway)
- 1964: The White House (Broadway)
- 1966: Luv (Broadway)
- 1996: Laughter on the 23rd Floor (Londyn)

## Publikacje
Wilder był także autorem książek:
- 2005: Kiss Me Like a Stranger: My Search for Love and Art
- 2007: My French Whore
- 2008: The Woman Who Wouldn't
- 2010: What Is This Thing Called Love?
- 2013: Something to Remember You By – A Perilous Romance

## Nagrody
- Nagroda Emmy Najlepszy gościnny występ w serialu komediowym: 2003 Will & Grace[b]